# ANRORC mechanismus
ANRORC mechanismus je reakční mechanismus používaný pro popis určitého druhu substitučních reakcí; používá se k vysvětlení průběhu nukleofilních substitucí, zejména u heterocyklických sloučenin. Jeho použití je časté například v lékařské chemii.
Tento mechanismus byl zkoumán na reakcích amidů kovů, jako je například amid sodný, (sloužících jako nukleofily) se substituovanými pyrimidiny (jako je například 4-fenyl-6-brompyrimidin 1) v amoniaku za nízkých teplot. Hlavním produktem byl 4-fenyl-6-aminopyrimidin 2, u něhož byl atom bromu nahrazen aminovou skupinou. Tento mechanismus vylučuje tvorbu arynového meziproduktu A, z něhož by také vznikal 5-substituovaný produkt.
Existují důkazy nasvědčující tomu, že během této reakce s otevíráním cyklu nevzniká ani druhý teoreticky možný meziprodukt, kterým by byl Meisenheimerův komplex B. Při reakcích s jinými aminy, například piperidinem, byly také zachyceny produkty vzniklé otevřením cyklu po odštěpení bromovodíku.
Mechanismus byl zkoumán pomocí izotopového značkování deuteriem na pátém uhlíku; v produktu nebylo deuterium zachyceno, což svědčí ve prospěch ANRORC mechanismu.
Konečný důkaz byl získán tak, že oba atomy dusíku v pyrimidinu byly nahrazeny izotopem 14N.
U produktu 4 (získaného kyselou hydrolýzou a bromací látky 2) došlo ke ztrátě poloviny atomů 14N, což ukazuje, že vnitřní atom dusíku byl nahrazen vnějším.
ANRORC mechanismus je mimo jiné součástí Zinckeovy reakce.